# 信都县 (秦朝)
信都县，中国古县名。
秦朝时置，治所在今河北省邢台市。属巨鹿郡。秦二世二年(前208年)，张耳、陈余立赵歇为赵王，都于此。项羽改名为襄国县。